# Capellania
La capellania o benefici eclesiàstic és una "institució feta amb autoritat de Jutge Ordinari i fundació de rendes competent amb obligació de Misses i algunes amb assistència a les Hores Canòniques. N'hi ha de col·latives, perpètues i altres ad nutum amovibles."
El capellà servia la capellania aixecant les càrregues, com la celebració de matrimonis, nombre de misses en festes particulars, una altra institució benèfica, i fins i tot, prestant el seu treball religiós al servei de personatges de la Noblesa.
Fonamentalment, eren obres pies instaurades a l'Església catòlica, mitjançant les quals el fundador, generalment una persona acabalada, deixava en el seu testament una quantitat de diners que es posava en renda, perquè amb els guanys es pagués la realització d'un nombre determinat de misses per la salvació de la seva ànima. D'origen medieval, les capellanies van tenir gran auge a Espanya, Portugal i els seus regnes a Amèrica durant els segles XVI, XVII i xviii. En això va tenir molt a veure la cultura del barroc que va fer èmfasi en la mort, el Purgatori i la salvació de l'ànima.
La contribució dels laics en les donacions de capellanies i obres pies i en les fundacions de capellanies va ser molt important, creant una estructura de suport i solidaritat mútua, intentant assegurar no només el benestar del donant en el "més enllà", sinó a més, el de la seva família i reunits en el "més ençà".
En virtut que la major part de les manifestacions piadoses tenien un substrat econòmic i que, d'altra banda, cada fidel comptabilitzava les indulgències obtingudes, alguns historiadors han encunyat el terme d'"economia espiritual" i plantegen que les activitats a favor de l'ànima constituïen una inversió per obtenir una posició millor en el més enllà.

La Capellania en l'actualitat es vincula a denominacions religioses, Cristianes, Musulmanes, Mormones, etc. Les Cristianes estan subdividides en diferents dogmes, Catòlics, Protestants, Testimonis de Jehovà, etc. La seva funció primordial és assistir espiritualment i físicament al necessitat. En casos de desastres naturals o causats per l'home. Moltes vegades calen els serveis d'aquests servidors, voluntàriament.